# Ploaie acidă

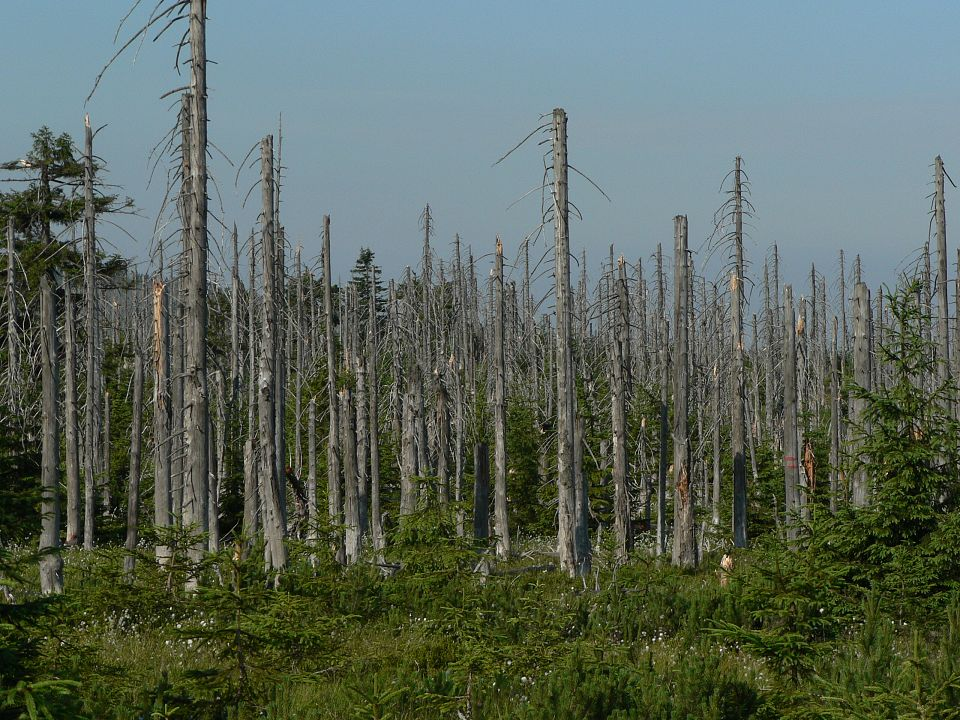
Efectele ploii acide în Munții Jizera din Republica Cehă

Ploile acide (sau precipitațiile acide) sunt precipitațiile care au un pH mai mic decât 5,6, având deci un caracter acid pronunțat. 
Termenul de ploaie acidă a fost folosit pentru prima dată de chimistul britanic Robert Angus Smith, în 1872, într-un tratat de 600 pagini în care examina corelația dintre cerul îmbâcsit de deasupra Manchesterului, în Anglia, și aciditatea ploilor din regiune. Măsurată pe o scară chimică de la 0 la 14 pH (de la cea mai acidă la cea mai alcalină), ploaia acidă este definită ca o precipitație cu pH sub 5,6. În majoritatea zonelor industrializate ale Europei, precipitațiile sub formă de ploaie acidă au ajuns la un pH între 4,5 și 5,5. În unele regiuni ale Italiei, au fost înregistrate cote și mai scăzute, până la 2,6, cu aciditate mai mare decât a oțetului comestibil (utilizabil în industria alimentara), al cărui pH admisibil este 2,9. Apa curată nepoluată este slab acidă, cu un pH puțin mai mic decât 7, dar nu mai mică decât 5,6.
Precipitațiile acide apar de obicei în situațiile în care cantități mari de dioxid de sulf (SO2) Sau de monoxid de azot (NO) sunt emise în atmosferă. Acestea reacționează cu oxigenul din atmosferă formând trioxid de sulf (SO3) respectiv dioxid de azot (NO2). Trioxidul de sulf (SO3) și dioxidul de azot (NO2) reacționează cu apa din nori formând acid sulfuric (H2SO4) și acid azotic (HNO3). Soluția formată din restul de apă împreună cu acizii sulfuric și azotic este ploaia acidă.
În ziua de 30 martie 2011 în mai multe zone din nordul și sud-estul Bulgariei  au căzut ploi acide. Cel mai ridicat nivel de aciditate (pH 4,5) a fost atins în zonele orașelor Plevna, Dobrici, Montana, Șumen din nordul Bulgariei și la Sliven și Burgas din sud-estul țării. Ploaia din zona orașelor Vidin (nord-vest, la granița cu România), Loveci (nord) și Karnobat (sud-est) a avut nivelul de pH 4,9. Cel mai probabil, acestea au fost cauzate de poluarea provocată de bombardarea Libiei. Norii care au adus ploaia acidă s-au format în zona Mării Mediterane și a Italiei, de unde decolează avioanele care bombardează Libia. Ploi acide au căzut în cantitate mare în Bulgaria și în anul 1999, când NATO a bombardat Iugoslavia.